# Joey Tempest
Joey Tempest, właśc. Rolf Magnus Joakim Larsson (ur. 19 sierpnia 1963 w Upplands Väsby) – szwedzki wokalista, gitarzysta, pianista, autor tekstów. Twórca i wokalista zespołu Europe, autor słynnej piosenki „The Final Countdown”, dzięki której zdobył popularność. Oprócz działalności w grupie działał też solowo. Wydał trzy albumy studyjne.

## Dyskografia
Albumy solowe
| A Place To Call Home        | - Data: 20 kwietnia 1995 - Wydawca: Polydor Records      | 7  | 50 |
| Azalea Place                | - Data: 25 kwietnia 1997 - Wydawca: Polydor Records      | 7  | —  |
| Joey Tempest                | - Data: 21 października 2002 - Wydawca: Universal, Sonet | 12 | —  |
| "—" album nie był notowany. |                                                          |    |    |

Single
| "We Will Be Strong" (John Norum & Joey Tempest)             | 1992 | 32 | —  | Face The Truth       |
| "A Place To Call Home"                                      | 1995 | 27 | —  | A Place To Call Home |
| "Under The Influence"                                       | 1995 | —  | —  | A Place To Call Home |
| "We Come Alive"                                             | 1995 | —  | —  | A Place To Call Home |
| "Don't Go Changin' On Me"                                   | 1996 | —  | —  | A Place To Call Home |
| "The Match"                                                 | 1997 | 31 | —  | Azalea Place         |
| "The One In The Glass"                                      | 1997 | 56 | —  | Azalea Place         |
| "If I'd Only Known"                                         | 1997 | —  | —  | Azalea Place         |
| "Running With A Dream" (Anna Maria Kaufmann & Joey Tempest) | 1997 | —  | 94 | —                    |
| "Forgiven"                                                  | 2002 | —  | —  | Joey Tempest         |
| "Superhuman"                                                | 2003 | —  | —  | Joey Tempest         |
| "—" singel nie był notowany.                                |      |    |    |                      |

## Filmografia
- Så jävla metal (2011, film dokumentalny, reżyseria: Yasin Hillborg)[18]